# Municipio de Big Creek (condado de White)
El municipio de Big Creek (en inglés: Big Creek Township) es un municipio ubicado en el condado de White en el estado estadounidense de Arkansas. En el año 2010 tenía una población de 466 habitantes y una densidad poblacional de 9,68 personas por km².

## Geografía
El municipio de Big Creek se encuentra ubicado en las coordenadas 35°20′14″N 91°57′18″O / 35.33722, -91.95500. Según la Oficina del Censo de los Estados Unidos, el municipio tiene una superficie total de 48.15 km², de la cual 48,15 km² corresponden a tierra firme y (0 %) 0 km² es agua.

## Demografía
Según el censo de 2010, había 466 personas residiendo en el municipio de Big Creek. La densidad de población era de 9,68 hab./km². De los 466 habitantes, el municipio de Big Creek estaba compuesto por el 97,64 % blancos, el 0,21 % eran afroamericanos, el 1,07 % eran amerindios, el 0,21 % eran de otras razas y el 0,86 % eran de una mezcla de razas. Del total de la población el 3 % eran hispanos o latinos de cualquier raza.